# Cranioleuca pyrrhophia
Cranioleuca pyrrhophia là một loài chim trong họ Furnariidae.